# Havelockia kojinensis
Havelockia kojinensis is een zeekomkommer uit de familie Phyllophoridae.
De wetenschappelijke naam van de soort werd in 1998 gepubliceerd door J.H. Won & B.J. Rho.